# Cheng Mengyin
Cheng Mengyin (en chino: 程梦寅; 20 de mayo de 1995) es una deportista china que compite en remo. Ganó una medalla de plata en el Campeonato Mundial de Remo de 2019, en la prueba de cuatro scull ligero.

## Palmarés internacional
| Campeonato Mundial | Campeonato Mundial   | Campeonato Mundial | Campeonato Mundial  |
| Año                | Lugar                | Medalla            | Prueba              |
| ------------------ | -------------------- | ------------------ | ------------------- |
| 2019               | Ottensheim (Austria) | Medalla de plata   | Cuatro scull ligero |